# 田原阿爾諾
田原阿爾諾（日语：田原 アルノ，1949年3月23日—），日本男性配音員、演員。出身於東京都澀谷區惠比壽。身高168 cm。O型血。
本名石田 知充（いしだ ともみつ），其藝名來自田原在劇團員時期，造訪位於義大利佛羅倫斯的阿爾諾河。

## 經歷
以前經歷東京藝術座（附屬研究所第2期畢業）、劇團新人會電影放送部、九Production、Production★A組，現所屬於MOUVEMENT、及個人事務所阿爾諾之會代表。

## 人物
除了從事配音事業之外。2006年4月就任東京音樂&媒體藝術尚美專門學校聲優學科科長，與舞台出演工作並行。和上智大學、電影Techno Academia的兼職講師。
興趣：高爾夫。

## 演出

### 電視劇
NHK
- 大河劇
  - 風雲與彩虹（日语：風と雲と虹と）（1976年）－經基的郎黨
  - 山頂的群像（日语：峠の群像）（1982年）－祐筆

其它電視台
- 海峽物語（1977年，朝日電視台）
- 週一女性懸疑劇場「山手線殺人事件」（1988年，東京電視台）
- 爸爸是主播（日语：パパはニュースキャスター） 正月特集（1989年1月2日，TBS）
- 世界奇妙物語（1990年，富士電視台）－YS出版社社員
- 週二懸疑劇場「惡意電話（1991年，日本電視台）
- （1981年，東海電視台）－事務員

### 舞台
- （平次景高）
- 母親（原作：馬克西姆·高爾基，東京藝術座（日语：東京芸術座）公演，1971年）

### 電視動畫
1975年
- 法蘭德斯之犬（庫克）

1978年
- 未來少年柯南（島民）

1979年
- 哆啦A夢 (大杉羨代版)（大叔）

1981年
- 不來梅4 在地獄中的天使們（日语：ブレーメン4 地獄の中の天使たち）

1983年
- 貓眼三姊妹（土門）

1986年
- 光之傳說（上條武）
- 機器勇士（カリブ、廣播）

1987年
- 超能力魔美（木地尾、混混、川島、加藤、村木、學、無線電聲音、宇園八百介、居民B、漁夫、追手C、男 等）
- 城市獵人（源桑、手下、牛、町田、電影主角、幹部、男、殺手B 等）

1988年
- 小松君 (1988年版)
- 美味大挑戰（矢崎文雄、川本廣增、經理、客人A、幹事B、店員A 等）
- 城市獵人2（男B、客人A、刑警、廣播、男、教授、犯人、尼爾遜、駕駛、記者B、父親 等）
- 光頭騙子禿丸（日语：つるピカハゲ丸）（近藤勝的父親）

1989年
- 寶馬神童（日语：青いブリンク）（町長）
- 美味大挑戰（松川政男、幹部A）
- 烏龍少爺（日语：おぼっちゃまくん）（爺屋忠左衛門）
- 城市獵人3（主持人、神父）
- 比利犬商會（日语：ビリ犬）（水玉、森教授、本家主人）
- YAWARA！（宇佐美、貝塚老師、宗方、記者A）

1990年
- 幸福的三丁目（日语：三丁目の夕日）
- 大耳鼠（新聞主播）
- 海底兩萬哩（鸚鵡螺號船員〈操舵長〉）
- 平成天才傻鵬（日语：平成天才バカボン）（鰻魚狗（日语：ウナギイヌ）[9]）
- 羅賓漢大冒險（羅伯特·杭丁頓的父親）

1991年
- 城市獵人'91（主播A、經理）
- 麵包超人（熱狗〈第2代〉）
- 勇者鬥惡龍 達伊的大冒險 (1991年版)（巴達克）
- 妙妙殭屍（日语：どろろんぱっ!）（大福寺糰子）
- 21衛門（乘客、廣播、管制官、家畜運搬船船長）
- 魔法公主 明琪桃子 擁抱夢想（日语：魔法のプリンセス ミンキーモモ）（警部）
- 橫山光輝 三國志（魯肅）
- 魯邦三世：拿破崙辭典爭奪戰（日语：ルパン三世 ナポレオンの辞書を奪え）（哈馬）
- 黑色推銷員（落窪禮）

1992年
- 風中少女 金髮珍妮（哈洛德）
- 蠟筆小新（里內會長）
- 法蘭德斯之犬 我的帕特拉許（日语：フランダースの犬 ぼくのパトラッシュ）（庫克）
- 超時空保姆（水木浩三郎）
- 幽☆遊☆白書（吏將）

1993年
- 忍者亂太郎（侍）
- 奇蹟☆女孩（佐佐木）

1994年
- 來玩吧!! Hello Kitty（日语：あそぼう!! ハローキティ）（Kitty & Mimmy的爸爸）
- Soccer Fever（日语：サッカーフィーバー）（阿奇博爾德·唐娜薇）
- 麵包超人（白蘿蔔座長〈初代〉）
- 幸運超人（鈴木）
- 忍者亂太郎（老師A、石川五十衛門）
- 咕嚕咕嚕魔法陣（巴傑尼）
- （北畠清作）

1995年
- 愛天使傳說（谷間龍三）
- Oz Kids（日语：オズ・キッズ）（的親人）
- 怪盗Saint Tail（支配人、理事長）
- 伊沙米大冒險（山目博士）
- 忍者亂太郎（土瓶棒之介、大叔、八郎）
- VR快打（神父）
- Hello Kitty 幸福的鬱金香（Kitty & Mimmy的爸爸）
- 淘氣小愛神（波賽頓、男）

1996年
- 無家可歸的孩子蕾米（獸醫）
- （青年、青山老師、推銷員、板金屋、武）
- 蒙面俠蘇洛傳（杜梅斯）
- 玩偶遊戲（國定）
- 超者萊汀（日语：超者ライディーン）（瓦姆）
- 忍者亂太郎（一郎的父親）
- 鋼鐵神兵（萬博工作人員）
- YAT安心！宇宙旅行（日语：YAT安心!宇宙旅行）（老岩）
- 浪客劍心（惠比壽次郎吉）

1997年
- 手塚治虫的舊約聖書物語（日语：手塚治虫の旧約聖書物語）（海勒姆一世（英语：Hiram I））
- 貓狐警探（日语：はいぱーぽりす）（笹原夏姬的父親）
- 馬赫GoGoGo（責任者）
- 名偵探柯南（小池文雄）

1998年
- 動畫版 男人真命苦 ～寅次郎勿忘我～（備後屋）
- 超級娃娃戰士★麗佳（加賀博士、寶田、威廉斯教授）
- 星際牛仔（長官）
- 麵包超人（校長、生薑先生〈第2代〉）
- 章魚燒超人（日语：たこやきマントマン）（章魚燒神、警察先生、村長、番頭、大臣 等）
- 槍神Trigun（手下A）
- 危險調查員（摩瑞爾次官、麥可·D·羅伯特）

1999年
- 月光假面（八百松）
- 週刊故事樂園（日语：週刊ストーリーランド）（助手）
- 六翼天使之聲（日语：セラフィムコール）（松本久留美的父親）
- 怪獸農場 ～圓盤石的秘密～（日语：モンスターファーム (アニメ)）（長老）

2000年
- 週刊故事樂園（影山健一、安吉、夫、主持人、刑事）
- 真·女神轉生 惡魔之子（房東）
- 咕嚕咕嚕魔法陣 心跳♡傳說（巴傑尼）
- 向陽之樹（藤田東湖、川路聖謨（日语：川路聖謨））
- 爆裂戰士戰藍寶（パラサイル）
- 名偵探柯南（矢倉守雄）

2001年
- 仰天人間（日语：仰天人間バトシーラー）（卡佩將軍）
- 人造人009 THE CYBORG SOLDIER（貝魯克）
- 鄰家女孩 迷惘的十字路口 ～風之速～（上司）
- 地球防衛家族（社長、衛の上司）
- 棋魂（老修）

2002年
- 名偵探柯南（鈴木龍夫）

2003年
- 我們這一家（森太太的丈夫）
- 灰姑娘男孩（日语：シンデレラボーイ）（寶石商）
- 惑星奇航（泰馬拉·波瓦伽）
- 坦克王（軍曹）
- 名偵探柯南（北山吾郎）
- 魯邦三世：奪寶大作戰!!（日语：ルパン三世 お宝返却大作戦!!）
- ONE PIECE（人猿、班·貝克曼〈第2代〉）

2004年
- 野坂昭如 戰爭童話集「一艘小型潛水艇愛上鯨魚的故事（日语：小さい潜水艦に恋をしたでかすぎるクジラの話）」（艦長）
- 火影忍者（茶之國惡家老）
- MAJOR 1st season（本田義治）

2005年
- 真相之眼（助手）
- 新釋 真田十勇士 The Animation（日语：新釈 眞田十勇士）（小西攝津守行長[10]）
- 哆啦A夢 (水田山葵版)（2005年－，源靜香的爸爸、士兵A）
- 怪醫黑傑克（小家主）

2006年
- 陰守忍者！（執事）
- 獸爪（日语：ケモノヅメ）（1980年的桃田十藏）
- 彩雲國物語（葉醫師）
- 零之使魔（配魯斯朗）
- 真仙魔大戰（氣象之助、龍捲魔鬼、高氣壓帝）
- 怪傑佐羅利（泰加）

2007年
- GR-GIANT ROBO-（真柄太郎）
- 死亡筆記本（總統）
- 飛天小女警Z（平賀賢內）
- 哆啦A夢 (水田山葵版)（大臣）

2008年
- 魯邦三世 sweet lost night ～魔法神燈是噩夢的預感～（日语：ルパン三世 sweet lost night 〜魔法のランプは悪夢の予感〜）（亨內西[11]）

2009年
- 蠟筆小新（康綱）
- 閃亮雙胞胎（八百滿）
- MAJOR 5th season（本田義治）

2012年
- 足球騎士（逢澤驅的父親〈逢澤衛〉）
- 零之使魔F（配魯斯朗）
- ONE PIECE：魯夫特別篇 ～手掌島的冒險～（日语：ONE PIECE エピソードオブルフィ 〜ハンドアイランドの冒険〜）（班·貝克曼）

2014年
- 魔術快斗1412（小泉紅子的管家）
- 名偵探柯南：江戶川柯南失蹤事件 ～史上最糟糕的兩天～（鎖匠阿丸[12]）

2017年
- ONE PIECE 東海特別篇 ～魯夫與四位夥伴的大冒險～（日语：ONE PIECE エピソードオブ東の海 〜ルフィと4人の仲間の大冒険!!〜）（班·貝克曼）

2018年
- 遊☆戲☆王VRAINS（穗村尊的祖父）

### OVA
1988年
- 裝甲騎兵 紅肩隊記錄 野心的根源（麥凱）
- 機甲獵兵（日语：機甲猟兵メロウリンク）（基爾曼）

1991年
- 機動戰士鋼彈0083：Stardust Memory（亞當斯基、哈利達）
- 黑天黑地黑道情（松平信玄）

1992年
- OZ（傭兵A）
- 銀河英雄傳說（格留尼曼）
- 世界之光 親鸞聖人（日语：世界の光 親鸞聖人）（天皇、六兵衛）

1994年
- 気分は形而上 実在OL講座（日语：気分は形而上）（社長）

1996年
- 親鸞聖人與王舍城的悲劇（日语：親鸞聖人と王舎城の悲劇）（Jiva（英语：Jivaka Komarabhacca））

1997年
- 變（日语：変 (漫画)）（田所）

### 電影動畫
1988年
- 哆啦A夢：大雄的平行西遊記（妖怪）

1992年
- 亞普菲蘭特物語（德國公使）
- 千本松原 與河流生活的少年們（日语：せんぼんまつばら 川と生きる少年たち）（江川次左衛門）
- 劇場版 勇者鬥惡龍 達伊的大冒險：突破吧!! 新生6大將軍（不死將軍死神卡爾）

1995年
- 我想當第5名（花內徹）

1996年
- 劇場版 魔咕嚕咕嚕魔法陣（教徒A）

1999年
- GUNDRESS（日语：ガンドレス）（翁市長）

2000年
- 劇場版 機動戰士鋼彈II：哀·戰士篇 特別版（關技術上校）

2002年
- （靖彥[13]）

2006年
- 名偵探柯南：偵探們的鎮魂歌（高田正雄）

2014年
- STAND BY ME 哆啦A夢（源靜香的爸爸[14]）

2020年
- STAND BY ME 哆啦A夢 2（源靜香的爸爸）

2022年
- ONE PIECE FILM RED（斑·貝克曼[15]）

### 網路動畫
2008年
- 小惠（政府官員[16]）

### 遊戲
1991年
- 夢幻模擬戰（霍金）[注 2]

1997年
- 夢幻模擬戰I&II（霍金）[注 3]

1998年
- 夢幻模擬戰Tribute（霍金）[注 4]

2000年
- 幻想大陸戰記2（傑拉芬）

2002年
- 機動戰士鋼彈 基連的野望 吉翁獨立戰爭記（日语：機動戦士ガンダム ギレンの野望 ジオン独立戦争記）（亞當斯基、聯邦軍將校）
- 機動戰士鋼彈戰記 Lost War Chronicles（亞當斯基）

2003年
- ONE PIECE 偉大航路之爭！3（日语：ONE PIECE グランドバトル! 3）（班·貝克曼、馬斯拉）[注 5]

2005年
- 機動戰士鋼彈 一年戰爭（日语：機動戦士ガンダム 一年戦争）（技術大佐）
- 海底兩萬哩 ～Inherit the Bluewater～（鸚鵡螺號操舵長）
- 俠盜銀河（巴頓·威里斯、尤邦）
- ONE PIECE 海盜嘉年華（日语：ONE PIECE パイレーツカーニバル）（馬斯拉）[注 5]

2007年
- Microsoft Flight Simulator X（日语：Microsoft Flight Simulator X）

2010年
- ONE PIECE ONEPY B MATCH W（日语：ワンピーベリーマッチ）（班·貝克曼）

2011年
- ONE PIECE大決戰！2 新世界（日语：ONE PIECE ギガントバトル! 2 新世界）（班·貝克曼）

2014年
- ONE PIECE KINGS（班·貝克曼）

### 外語配音

#### 演員
奧斯汀·彭德爾頓
- 鬼頭天兵（埃伯索爾少校）
- 偷心大狀緣（英语：Trial and Error (1997 film)）（保羅·Z·格拉夫法官）※VHS版。
- 神秘禮物（英语：Wishcraft）（泰納）

迪恩·諾里斯
- 轟天炮2（提姆·卡瓦納）※TBS版。
- 王牌對王牌（史考特）※影碟版。
- 魔鬼總動員（托尼）※影碟版。

艾迪·傑米森
- 瞞天過海系列（李文斯頓·戴爾）
  - 瞞天過海 ※富士電視台版。
  - 瞞天過海2：長驅直入 ※日本電視台版。
  - 瞞天過海3：13王牌 ※富士電視台版。

傑弗里·塔伯
- 醉後大丈夫（英语：The Hangover (film series)）系列（席德·嘉納）
  - 醉後大丈夫
  - 醉後大丈夫2
  - 醉後大丈夫3
- 哈啦瑪莉（蘇利）

吉姆·卡特
- 奏出新希望（英语：Brassed Off）（哈瑞）
- 莎翁情史（雷夫·巴什福爾德）
  - 黃昏之戀（博納旺蒂爾）

約翰·漢納
- 神鬼傳奇系列（喬納森·卡納漢）
  - 神鬼傳奇 ※影碟版。
  - 神鬼傳奇2 ※影碟版。
  - 神鬼傳奇3 ※劇院公映版。

約翰·卡西爾
- 魔界奇譚系列（骷髏頭地窖主人（英语：Tales from the Crypt (comics)））
  - 青樓禁地（英语：Bordello of Blood）
  - 幽冥怪談之魔鬼骑士（英语：Demon Knight）
  - 著魔（英语：Ritual (2002 film)）

約翰·麥金利
- 挑戰星期天（傑克·羅斯）※朝日電視台版。
- 血染的搖籃（英语：Mother's Boys）（福格老師）※VHS版。
- 前進高棉（雷德·歐尼爾軍曹）※DVD版、（杜克）※朝日電視台版。
- 絕地任務（亨德里克斯上尉）※朝日電視台版。

彼得·邁克尼科爾
- 阿達一族2（蓋瑞·格蘭傑）※DVD、日本電視台版。
- 強棒奶娃（英语：Baby Geniuses）（丹）
- 醫門英傑（英语：Chicago Hope）（艾倫·伯奇顧問律師）

威爾·派頓
- 終極證人（哈代巡査部長）※影碟版
- 流血的羅密歐（英语：Romeo Is Bleeding）（馬提）※影碟版。
- 世外烟花（英语：This World, Then the Fireworks）（摩根）

威廉·霍爾·梅西
- 密西西比謀殺案（英语：Ghosts of Mississippi）（查利·克里斯科）
- 心靈角落（唐尼·史密斯）
- 神秘兵團（英语：Mystery Men）（艾迪／The Shoveler）

#### 電影
- 不要傷害我的小孩（英语：...First Do No Harm）（吉姆·彼德森醫生〈湯姆·巴特勒（英语：Tom Butler (actor)）〉）
- 寶貝威龍（山姆·道格拉斯〈艾倫·麥克瑞〉）
- 八百萬種死法（戴金）
- 千鈞一刻（英语：15 Minutes）
- 義海雄風（惠特克上校〈山德·貝克利〉）
- 紐約之王（英语：A King in New York）（奄巴薩托·荷梅〈奧利佛·約翰斯頓（英语：Oliver Johnston (actor)）〉）※BD版。
- 仲夏夜之夢 (1999年電影)（彼得·昆斯〈羅傑·里斯（英语：Roger Rees）〉）
- 007：雷霆殺機（克羅特科夫）※TBS版。
- 一觸即發（英语：Absolute Power (film)） ※朝日電視台版。
- 法律之上（英语：Above the Law (1988 film)）（沙根的下屬）※朝日電視台版。
- 跨越時空之海（英语：Across the Sea of Time） ※影碟版。
- 飛離航道（英语：Air America (film)）（尼諾〈哈維·傑森（英语：Harvey Jason）〉）※日本電視台版。
- 空軍一號（沃爾特·邁爾斯〈狄恩·史達威爾〉）※影碟版／（傑克·達赫蒂〈湯姆·艾福利特（英语：Tom Everett）〉[17]）※日本電視台版。
- 大鱷魚2（英语：Alligator II: The Mutation）（文森·“文”·布朗〈史蒂夫·雷爾斯巴克〉）※東京電視台版。
- 艾蜜莉亞：夢想起飛（英语：Amelia (film)）
- 美國甜心（英语：America's Sweethearts）（戴夫·金曼〈史丹利·特治 〉）
- 雙龍一虎闖天關（英语：An Alan Smithee Film: Burn Hollywood Burn）（詹姆斯·埃德蒙斯〈瑞恩·奧尼爾〉）
- 世紀的哭泣（哈羅德·賈菲〈查爾斯·馬丁·史密斯〉）※VHS版。
- 親親小海豹（英语：Andre (film)）（傑克·亞當斯〈鄧肯·福瑞澤〉）
- 安娜與國王（茶發王子〈林繼修〉）※影碟版。
- 阿波羅13號
- 環遊世界八十天
- 王牌大賤諜3：夠MAN吧（約翰·屈伏塔[注 6]）
- 澳大利亞
- 阿凡隆高中（英语：Avalon High）（艾莉·彭寧頓的爸爸）
- 巴比倫密碼（達昆迪耶〈藍柏·威爾森〉）
- 光棍俱樂部（英语：Bachelor Party (1984 film)）（蓋瑞〈蓋瑞·格羅斯曼〉）※電視播出版。
- 神鬼二勢力（英语：Bandidas）（巴勃羅神父〈荷西·瑪莉亞·內格里〉）
- 第六感追緝令 ※VHS、DVD舊錄製版[注 7]。
- 蝙蝠俠（Bob〈Tracey Walter〉）※TBS版。
- 蝙蝠俠大顯神威 ※朝日電視台版。
- 蝙蝠俠4：急凍人（Jason Woodrue博士〈John Glover〉）※影碟版。
- 兵來將擋（英语：Best Defense）（FBI警方〈Joel Polis〉）※電視播出版[注 8]。
- 霹靂炮3（英语：Beverly Hills Cop II）（Serge〈Bronson Pinchot〉）※富士電視台版。
- 驚弓之鳥（英语：Bird on a Wire (film)）（Takawaki〈Clyde Kusatsu〉）※影碟版。
- 黑色聖誕節（Gelson教授〈卡利·艾域士〉）
- 攔劫特遺隊（比利〈史蒂夫·帕里什〉）
- 鐵鷹戰士
- 炸彈追殺令（英语：Blown Away (1994 film)）（巴馬）※朝日電視台版。
- 火爆教頭（英语：Blue Chips）（里科·皮提諾（英语：Rick Pitino）[注 6]）※VHS版。
- 霹靂藍天使（英语：Blue Steel (1990 film)）（強盗〈湯姆·塞茲摩爾〉）※影碟版。
- 藍色霹靂號 ※朝日電視台版。
- 天生贏家（英语：Bob Roberts）（Mack Laflin〈大衛·史崔森〉、Michael Janes〈Bob Balaban〉、Rock Bork〈費舍·斯蒂文斯〉）
- 威猩闖天涯（英语：Born to Be Wild (1995 film)）（Max Carr〈John C. McGinley〉）※富士電視台版。
- 驚世狂花（Shelly〈Barry Kivel〉）※影碟版。
- 梅爾吉勃遜之英雄本色（Malcolm Wallace〈Sean Lawlor〉）※影碟版。
- 第凡內早餐（José Ybarra-Jaegar）
- 強迫入境（Brokedown Palace〈林祺堂〉）
- 選舉追緝令（英语：Bulworth）（Graham Crockett〈Paul Sorvino 〉）※DVD版。
- 越戰創傷（英语：Casualties of War）（Antonio Dìaz上等兵〈約翰·李古查摩〉）※富士電視台版。
- 霹靂嬌娃2：全速進攻（Alan Caulfield〈埃里克·博高森〉）※朝日電視台版。
- 戰地有心人（英语：Charlotte Gray (film)）（Paul Pichon〈Jack Shepherd〉）
- 芝加哥
- 燃眉追擊（摩爾〈迪恩·瓊斯〉）※影碟版。
- 魔鬼司令（亨利奎斯〈查爾斯·梅沙克〉）※朝日電視台、吹替帝王（日语：吹替の帝王）版。
- 警察帝國（利奧·克拉斯基〈約翰·斯潘塞（英语：John Spencer）〉）※影碟版。
- Cover-Up（英语：Cover-Up）（阿拉伯駕駛）
- 深海喋血（朗格艦長〈邁克爾·卡瓦諾（英语：Michael Cavanaugh (actor)）〉）※影碟版。
- 歸零（英语：Cypher (film)）（卡拉威〈提摩西·韋伯（英语：Timothy Webber）〉）
- 吾愛吾父（英语：Dad (film)） ※電視播出版。
- 與狼共舞 ※影碟版。
- 天崩地裂（英语：Dante's Peak）（史坦利“史坦”〈馬志〉）※電視播出版。
- 十萬火急（英语：Daylight (1996 film)）（丹尼斯·威爾森〈馬克·羅斯頓 〉）※朝日電視台版。
- 迪克·特雷西（發癢〈艾德·歐羅斯（英语：Ed O'Ross）〉）
- 終極警探（亞歷山大〈喬伊·普勒瓦〉）※朝日電視台版／（托尼、弗朗哥、宇利〈阿爾·樑（英语：Al Leong） 〉）※VHS、DVD、BD版。
- 美麗壞東西（英语：Dirty Pretty Things (film)）
- 桃色機密（錢斯·格里爾〈多納爾·羅格〉）※朝日電視台版。
- 瘋狂躲避球（柯頓·麥奈特〈蓋瑞·科爾〉、年輕時的佩奇·奧霍利漢〈漢克·阿扎里亞〉）
- 別喝生水（英语：Don't Drink the Water (1994 film)）（瓦爾特·荷蘭德〈伍迪·艾倫〉）
- 潛艇總動員（霍華德〈哈里·迪恩·斯坦頓〉）
- 怪醫杜立德2（英语：Dr. Dolittle 2）（傑克·雷麗〈凱文·波拉克〉）※東京電視台版。
- 李小龍傳（菲利普·譚）※朝日電視台版。
- 飛龍猛將（律師〈胡楓〉）
- 終極特區（英语：Drop Zone (film)）（托爾斯基）※影碟版。
- 醉拳
- 醉拳2（鋼鐵工廠工人·火生〈錢嘉樂〉）※富士電視台版。
- 沙丘魔堡（解說1）※朝日電視台版[注 9]。
- 飛躍奇蹟（BBC評論員〈吉姆·布勞德本特〉）
- 伊莉莎白（亨利三世〈凡松·卡塞〉）
- 異種大戰（英语：Epoch (film)）（蒲大使〈吳漢章〉）
- 魔鬼毀滅者（科爾曼搜查官〈約翰·斯拉特里〉）※日本電視台版。
- 洛杉磯大逃亡（艾迪〈史蒂夫·布西密〉）※富士電視台版。
- 重裝戰警（英语：Extreme Justice (film)） ※富士電視台版。
- 王牌天神2（馬蒂〈約翰·邁克·希金斯〉）
- 以毒攻毒（英语：Exit Wounds）（副總統〈克里斯多福·勞福德（英语：Christopher Lawford）〉）※日本電視台版。
- 華氏911[注 10]
- 奪面雙雄（馬爾康·沃爾什醫師〈科魯姆·費奧瑞〉）※朝日電視台2004年播出版。
- 奇幻核子戰 (1964年電影)（英语：Fail Safe (1964 film)）（斯文森〈威廉·漢森〉）
- 怒火風暴 ※朝日電視台版。
- 偷雞摸狗（英语：Fierce Creatures）（西德尼·洛特比〈羅伯特·林德森（英语：Robert Lindsay (actor)）〉）
- 絕命終結站（肯·布朗寧〈羅伯·威士敦（英语：Robert Wisden）〉）※朝日電視台版。
- 絕命終結站2 ※東京電視台版。
- F.L.E.D.亡命悍將（英语：Fled）（法蘭克·曼塔韓諾〈麥可·納德（英语：Michael Nader）〉）
- 第一武士（英语：First Knight）
- 老大慢半拍（英语：Flawless (1999 film)）（Z先生〈路易斯·桑格瓦（英语：Luis Saguar）〉）
- 極速驚魂（英语：Freeway (1996 film)） ※舊DVD、VHS版。
- 油炸綠蕃茄（弗蘭克·班尼特〈尼克·西塞〉）
- 新半斤八兩（烏蠅〈許冠英 飾演〉）
- 最後的德魯伊：加爾姆戰爭（審問官A）
- 魔鬼剋星2（消防總監、初盤登場的警官）※VHS、DVD、BD版。
- 魔鬼女大兵（歐康納提督）※富士電視台版。
- 6號叩應女郎（英语：Girl 6）（店主）※VHS版。
- 神鬼戰士（昆塔斯〈托馬斯·阿拉納（英语：Tomas Arana）〉）※影碟版。
- 光榮戰役（托馬斯·瑟爾斯〈安德魯·布瑞格〉）※日本電視台版。
- 小精靈2 ※朝日電視台版。
- H（英语：H (2002 film)）（李班長）
- 驚濤毀滅者 - 大洪水（英语：Hard Rain (film)）（韋恩·布萊斯〈馬克·羅斯頓〉）
- 殺不死的勇者 ※朝日電視台版。
- 歌舞青春（福爾頓〈馬克·F·泰勒〉）
- 歌舞青春2（福爾頓〈馬克·F·泰勒〉）
- 情場絕橋王
- 小鬼當家2（川普飯店的劇中廣告旁白）※富士電視台版。
- 火爆教頭草地兵 ※朝日電視台版。
- 親愛的，我把孩子放大了（英语：Honey, I Blew Up the Kid） ※日本電視台版。
- 夜半鬼敲門（英语：House (1986 film)）
- 正義三兄弟！（英语：¡Three Amigos!）（幸運日〈切維·切斯〉）※東京電視台版。
- 黑暗天使（英语：I Come in Peace）（阿澤克〈傑伊·比拉斯〉）※影碟版。
- 愛神有約（英语：I.Q. (film)）（鮑伯·羅塞蒂〈托尼·夏爾赫布〉）
- 火線狙擊（門多薩〈托賓·貝爾〉）
- 新郎向後跑（艾德華）
- 靈異魔咒（麥克·漢隆〈蒂姆·里德（英语：Tim Reid）〉）※東京電視台版／（瑞奇·托茲〈哈利·安德森（英语：Harry Anderson）〉）※NHK-BS2版。
- 愛在紐約（英语：It Could Happen to You (1994 film)）（孫〈林祺堂 〉）
- 星期五末日（英语：Jason Goes to Hell: The Final Friday）（喬許〈安德魯·布洛克〉、菲爾檢察官〈理查·甘特（英语：Richard Gant）〉）※VHS版。
- 大白鯊
- 誰殺了甘迺迪（威利·奧基夫〈凱文·貝肯〉）※朝日電視台版。
- 迫在眉梢（雷斯特·馬修〈艾迪·葛瑞芬〉）※DVD版。
- 捍衛機密（英语：Johnny Mnemonic (film)）（新聞主播）
- 逃出魔幻紀（吉姆·謝潑德〈馬爾科姆·史都華〉）※新盤BD／DVD、朝日電視台版。
- 衝鋒9號：雙探奇謀（英语：K-9: P.I.）（皮特·提蒙〈加里·巴薩拉巴（英语：Gary Basaraba）〉）
- K-19：寡婦製造者（伊格·蘇斯洛夫〈雷佛·依斯亞諾夫（英语：Ravil Isyanov）〉）※影碟版。
- 穿越時空愛上你 ※影碟版。
- 迷戀和謀殺（英语：Kiss Kiss (Bang Bang)）（大鮑勃〈艾倫·柯德勒（英语：Allan Corduner）〉）
- 鐵面特警隊（法醫學者〈傑納·沃蘭德（英语：Gene Wolande）〉）※富士電視台版[注 9]。
- 最後魔鬼英雄（英语：Last Action Hero）（吉維·蔡斯[注 6]）※影碟版、朝日電視台版[注 11]。
- 阿拉伯的勞倫斯 ※東京電視台版。
- 外籍兵團（查利爾上尉）※東京電視台版。
- 轟天炮4 ※日本電視台版。
- 美麗人生（長官）※朝日電視台版。
- 舞台生涯（卡爾維諾的同伴〈巴斯特·基頓〉、共演者）
- 麥克阿瑟傳（哈瑞·S·杜魯門總統〈艾德·弗蘭德斯（英语：Ed Flanders）〉）※DVD[注 12]。
- 美國製造（英语：Made in America (1993 film)）（泰迪〈大衛·鮑依（英语：David Bowe (actor)）〉）
- 叛世情花（日语：マグダレーナ/『きよしこの夜』誕生秘話）（弗朗茨·克薩維爾·格魯伯（英语：Franz Xaver Gruber）〈賽勒斯·埃利亞斯〉）
- 體熱邊緣（英语：Malice (film)）（雷穆斯伯爵〈托賓·貝爾〉）※VHS版。
- 鬼面公僕3（英语：Maniac Cop III: Badge of Silence） ※東京電視台版。
- 瑪麗雪萊之科學怪人（英语：Mary Shelley's Frankenstein (film)）（拜倫·法蘭克斯坦〈伊恩·荷姆〉）※影碟版。
- 蟻人（英语：Matinee (1993 film)）（霍華德劇院的負責人〈羅伯特·皮卡多〉）
- 我和意志（洛伊〈西摩·卡塞爾（英语：Seymour Cassel）〉）
- 天使不設防（英语：Michael (1996 film)）
- 風月俏佳人（英语：Milk Money (film)）（沃爾澤〈馬爾科姆·麥克道威爾〉）
- 不可能的任務（威廉·唐洛〈羅夫·薩克森〉）※影碟版。
- 不可能的任務2（比利·貝爾德〈約翰·波爾森（英语：John Polson）〉）※朝日電視台版。
- 默默（英语：Momo (film)）（培波〈里奧普爾多·特里斯特（英语：Leopoldo Trieste）〉）※DVD版。
- 超級轟天雷（英语：Money Talks (1997 film)）（博比·皮克特〈保爾·格里森（英语：Paul Gleason）〉）
- 銀線風暴（英语：Money Train） ※富士電視台版。
- 女魔頭（威爾〈馬克·麥考利（英语：Marc Macaulay）〉）
- 月滿抱佳人（艾迪）※ANA機內上映版。
- 致命的迷思（英语：Mortal Thoughts）
- 血染的搖籃（英语：Mother's Boys）（埃弗里特〈J. E. 弗里曼（英语：J. E. Freeman）〉）※VHS版。
- 脫線先生（英语：Mr. Magoo (film)）（楚克·斯圖帕克搜査官〈史蒂芬·托波洛夫斯基（英语：Stephen Tobolowsky）〉）
- 史密斯任務（老爹〈凱斯·大衛〉）※影碟版。
- 火線悍將1600（英语：Murder at 1600）（傑佛瑞〈查爾斯·羅基特（英语：Charles Rocket）〉）
- 小鬼初戀 ※影碟版。
- 情深到來生（英语：My Life (film)）（年輕時的比爾·伊萬諾維奇〈李察·席夫〉）※影碟版。
- 玫瑰少年（英语：Ma vie en rose）（皮耶·法柏〈让-菲利普·埃科费（英语：Jean-Philippe Écoffey）〉）
- 霹靂神偷（英语：Murder at 1600）（傑佛瑞〈查爾斯·羅基特〉）※影碟版。
- 白頭神探（英语：The Naked Gun）系列 ※影碟版。
  - 笑彈龍虎榜
  - 站在子彈上的男人
- 巡弋飛彈（M〈愛德華·福克斯〉）※WOWOW版。
- 捍衛時空戰士（英语：No Escape (1994 film)）（戴薩特〈傑克·謝菲爾德（英语：Jack Shepherd (actor)）〉）※VHS、DVD版。
- 浪子保鑣（英语：North (1994 film)）（諾斯的父親〈傑森·亞歷山大〉）
- 奪命747（日语：エアポート2001）（約翰·普雷斯科特〈傑克·瓦格納〉）
- 三百六十一行（英语：Off Beat (1986 film)）（八月〈雅克·戴姆博斯（英语：Jacques d'Amboise）〉）※東京電視台版。
- 瞞天過海3：13王牌（警備技師、賭場男性）※富士電視台版。
- 美國往事 ※VHS版。
- 王牌罪犯（英语：Ordinary Decent Criminal）（傑羅姆·希金斯〈提姆·羅恩（英语：Tim Loane）〉）
- 心靈點滴（華特院長〈巴布·岡頓（英语：Bob Gunton）〉）
- 讓愛傳出去（歐仁·西摩涅老師〈凱文·斯貝西〉）
- 消失的1943（安德魯斯〈蓋瑞·布洛克特（英语：Gary Brockette）〉）※朝日電視台版。
- 災難水世界（英语：Piranha (1978 film)） ※朝日電視台版。
- 災難水世界2（英语：Piranha II: The Spawning）（雷夫·貝諾蒂〈菲爾·科爾比〉）※日本電視台版。
- 前進高棉（多斯〈保羅·桑切斯〉）※朝日電視台版。
- 驚爆點（英语：Point Break）（迪茨〈湯姆·塞茲摩爾〉）※影碟版。
- 天才小搗蛋（英语：Problem Child (film)）（精神科醫生）
- 亡命距離（英语：Proximity (film)）（克萊夫·普盧默〈喬·桑托斯（英语：Joe Santos）〉）
- 法櫃奇兵 ※影碟版。
- 第一滴血續集 ※富士電視台版。
- 意外的人生（英语：Regarding Henry）（蘇丹醫師〈詹姆斯·瑞布霍恩〉）
- 臥底殺機（英语：Renegades (1989 film)） ※朝日電視台版。
- 與狼共枕（英语：Revenge (1990 film)）（巴羅內〈克勞迪奧·布魯克（英语：Claudio Brook）〉）※朝日電視台版。
- 威龍殺陣（英语：Road House (1989 film)）（韋德·加雷特〈山姆·埃利奧特〉）※東京電視台版。
- 非法正義（艾力克斯·蘭斯〈迪倫·貝克〉）
- 機器戰警系列
  - 機器戰警（羅斯福）※朝日電視台版。
  - 機器戰警2（英语：RoboCop 2）（凱西·黃、德萊尼律師）※朝日電視台版。
  - 機器戰警3（英语：RoboCop 3）（弗雷克〈布萊德利·惠特福德〉）※影碟版／（不明）※東京電視台版。
- 洛基5（東尼·“公爵”·埃弗斯〈東尼·波頓（英语：Tony Burton）〉）※VHS版。
- 殉情記（旁白〈勞倫斯·奧利維爾〉）※東京電視台版[注 8]。
- 反恐特警組（湯瑪士·富勒隊長〈賴瑞·波音德斯特（英语：Larry Poindexter）〉）※影碟版。
- 雅痞殺人魔（英语：Sanctimony (film)）（警部補〈埃里克·羅伯茨〉）
- 奪魂鋸（布雷特〈班尼托·馬丁內茲（英语：Benito Martinez (actor)）〉、刑警）
- 驚聲尖叫（弗雷德〈韋斯·克拉文〉）
- 回到過去（英语：Scrooged）（公務員）※富士電視台版。
- 飛碟襲擊（日语：センダー/超誘導体）（朗·費爾法克斯〈勞勃·范恩〉）
- 辣手摧花（英语：Shadow of a Doubt）（約瑟夫·牛頓〈亨利·特拉維斯（英语：Henry Travers）〉）
- 庇護 (1998年電影)（湯姆·坎特雷〈寇特伍德·史密斯（英语：Kurtwood Smith）〉）
- 霹靂五號2（英语：Short Circuit 2）（桑德斯〈迪伊·麥卡佛提〉）※VHS版。
- 猛警惡匪（英语：Short Time） ※TBS版。
- 史蒂芬金之夢遊者（英语：Sleepwalkers (film)）（鑑識人員〈約翰·蘭迪斯〉）
- 神鬼尖兵（柯斯莫〈班·金斯利〉）
- 戰略陰謀2（帕維〈陶馬許·普斯卡什〉）※DVD版。
- 第七幻象（英语：Sometimes They Come Back (film)）（卡爾·穆勒〈威廉·山德森（英语：William Sanderson）〉）
- 男兒本色（英语：Sommersby）（佛森〈保羅·奧斯丁〉）
- 星河叛變（英语：Space Truckers）（納比博士／馬卡努多船長〈查爾斯·丹斯〉）
- 太空侵略者（英语：Spaced Invaders）（廣播）
- 生死時速（諾伍德〈理查·林恩貝克（英语：Richard Lineback）〉[18]）※VHS、DVD版。
- 間諜遊戲 ※富士電視台版。
- 星艦奇航記VI：邁入未來（蘇魯光〈喬治·武井〉）※VHS、LD、DVD版。
- 星際大戰四部曲：曙光乍現 ※影碟版。
- 星河戰隊（強尼·瑞哥的父親）※影碟版。
- 鋼胆七雄（英语：Steel (1979 film)）（坦克〈艾伯特·薩爾米（英语：Albert Salmi）〉、湯米）
- 英雄不改本色（英语：Still Crazy）（東尼·科斯特洛〈斯蒂芬·瑞（英语：Stephen Rea）〉）
- 罷工突擊隊（英语：Strike Commando）
- 終極警探總動員（英语：Striking Distance）（弗雷德弗雷德·哈代〈湯姆·阿特金斯（英语：Tom Atkins (actor)）〉）※影碟版／（法蘭克·莫里斯檢事〈安德魯·布瑞格〉）※富士電視台版／（東尼·薩科〈提摩西·布斯菲爾德（英语：Timothy Busfield）〉）※朝日電視台版。
- 烏龍大頭兵（英语：Stripes (film)）
- 池畔謀殺案（馬歇〈馬克·法約爾〉）
- 機動殺人（艾米爾·杜萬〈讓-雨果·安格拉德（英语：Jean-Hugues Anglade）〉）※朝日電視台版。
- 超級瑪利歐兄弟（電視播報員〈羅伯特·D·雷福德（英语：Robert D. Raiford）〉）※影碟版。
- 探戈與金錢（英语：Tango & Cash）（史基納〈邁克爾·傑特〉）※朝日電視台版。
- 計程車司機（查爾斯·帕蘭汀參議員〈倫納德·哈里斯（英语：Leonard Harris (actor)）〉）※Ultimate Edition DVD版。
- 忍者龜 ※富士電視台版。
- 忍者龜II（英语：Teenage Mutant Ninja Turtles II: The Secret of the Ooze）
- 無底洞（迪克·沃洛克〈德懷特·裴瑞〉）※影碟版。
- 終極天將（英语：The Adventures of Baron Munchausen）（亨利·薩爾特〈比爾·派特森（英语：Bill Paterson）〉）※機內上映版。
- 美國總統 ※日本電視台版。
- 獸性大發（英语：The Animal）（市長〈史考特·威爾森（英语：Scott Wilson）〉）
- 太陽神的神廟（英语：The Ark of the Sun God）（魯伯特）※朝日電視台版。
- 金盞花大酒店（Dr.Ghujarapartidar〈Paul Bhattacharjee〉）
- 人骨拼圖（Alan Rubin〈Gary Swanson〉、警察教官）※影碟版／（Barry Lehman醫師〈John Benjamin Hickey〉）※朝日電視台版。
- 神鬼認證：神鬼疑雲（Martin Marshall次官〈Tomas Arana〉）※DVD、BD版。
- 地獄來的芳鄰（喬〈羅伯特·皮卡多〉）※朝日電視台版。
- 同床異夢（英语：The Break-Up）（Richard Meyers〈約翰·邁克爾·辛吉斯〉）
- 轟天大追擊（英语：The Chase (1994 film)）（Steve Horsegroovy〈卡利·艾域士〉）※朝日電視台版。
- 清水灣的孩子（英语：The Children of the Marshland）（Amédée〈André Dussollier〉）
- 再戰邊緣 ※朝日電視台版。
- 72小時魔鬼追殺令（英语：The Crossing Guard）（傑弗瑞〈石橋凌〉）
- 人鬼雙胞胎（英语：The Dark Half (film)） ※影碟版。
- 浩劫後（英语：The Day After） ※朝日電視台版。
- 豺狼的日子 ※東京電視台版。
- 三角突擊隊（黎巴嫩士兵）
- 魔鬼八號（英语：The Devil's 8）（史都華·馬汀〈羅恩·里夫金（英语：Ron Rifkin）〉）※東京電視台版。
- 不簡單的任務（英语：The Dish）
- 荊軻刺秦王（嫪毐〈王志文〉）
- 叛國少年（英语：The Falcon and the Snowman） ※朝日電視台版。
- 烈火終結令（英语：The Fan (1996 film)）（加里蒂〈丹·巴特勒〉）※VHS、DVD版。
- 碧血長天（考夫曼〈勞埃德·考夫曼〉）※TBS版。
- 恐怖幽靈（米爾頓·達摩斯〈傑佛瑞·康布斯〉）
- 玻璃屋（英语：The Glass House (2001 film)）（戴夫·貝克〈邁克爾·奧吉弗（英语：Michael O'Keefe）〉）※朝日電視台版。
- 教父（湯姆·海根〈勞勃·杜瓦〉）※DVD、BD版。
- 教父2（湯姆·海根〈勞勃·杜瓦〉）※DVD、BD版。
- 橫掃千軍（英语：The Golden Child） ※朝日電視台版。
- 海防最前線（英语：The Guardian (2006 film)）（法蘭克·拉森〈約翰·赫德〉）
- 第三集中營（丹尼斯·卡文迪什〈奈哲爾·史托克（英语：Nigel Stock (actor)）〉）※東京電視台版。
- 追擊赤色十月（史基埔·泰勒〈傑佛瑞·瓊斯〉）※影碟版。
- 絕地再生
- 尼羅河寶石 ※朝日電視台版。
- 小子難纏3（英语：The Karate Kid Part III） ※富士電視台版。
  - 小子難纏4（英语：The Next Karate Kid） ※DVD版。
- 冒險者（英语：The Last Adventure (1967 film)） ※東京電視台版。
- 泰山傳奇（首相〈吉姆·布勞德本特〉）
- 小貓虎子（英语：The Little Cat）（父親）
- 駭客任務 ※富士電視台版。
- 危險情人（英语：The Mexican）（泰德·斯洛庫姆〈J·K·西蒙斯〉）※朝日電視台版。
- 野鴨變鳳凰（英语：The Mighty Ducks）（法蘭克·古迪〈史蒂文·布里爾（英语：Steven brill (filmmaker)）〉）
- 破鏡謀殺案（英语：The Mirror Crack'd）（助理導演）
- 鬼影迷蹤（英语：The Missing (2003 film)）
- 西遊記 (2001年短篇電影)（英语：The Monkey King (miniseries)）
- 笑彈龍虎榜 ※影碟版。
- 王牌對王牌（FBI警員格倫）※影碟版／（FBI警員莫蘭）※朝日電視台版。
- 牛頓小子（英语：The Newton Boys）（布蘭特伍德·葛拉斯考克〈德懷特·約肯（英语：Dwight Yoakam）〉）
- 戰神傳說：奧德賽（英语：The Odyssey (miniseries)）（阿爾喀諾俄斯〈傑倫·克羅貝（英语：Jeroen Krabbé）〉）
- 食罪人（英语：The Order (2003 film)）（多米尼克修道士〈法蘭西索柯·卡爾內盧蒂（英语：Francesco Carnelutti (actor)）〉）
- 老公出差（英语：The Out-of-Towners (1999 film)）（市長〈魯迪·朱利安尼[注 6]〉、公寓鄰居〈克里斯托弗·杜蘭（英语：Christopher Durang）[注 6]〉）
- 火線戰將（英语：The Patriot (1998 film)）（湯姆·赫格特醫師〈貝爾納·奧康納〉）※日本電視台版。
- 愛國者 ※東京電視台版。
- 終極指令（英语：The Peacekeeper）（德克爾〈馬丁·諾伊費爾德〉）※朝日電視台版。
- 情色風暴1997（邁爾斯〈邁爾斯·查平（英语：Miles Chapin）〉）
- 粉紅豹（雷蒙德·拉侯克〈羅傑·里斯〉）
- 超級大玩家（英语：The Player (film)）（拉瑞·利維〈彼得·蓋勒〉）※VHS版。
- 威龍猛探（懷海德署長〈理查德·克拉克〉）※新影碟版。
- 黛妃與女皇（愛丁堡公爵菲利普親王〈詹姆斯·克倫威爾〉）
- 霹靂神偷（英语：The Real McCoy (film)）（羅伊·史威尼〈尼克·西塞〉）※影碟版。
- 替身殺手（英语：The Replacement Killers）
- 太空先鋒（斯科特·寶琳〈迪克·斯雷頓〉）
- 查理·卓別林之溜冰場（英语：The Rink (film)）（女孩的父親〈詹姆斯·T·凱利（英语：James T. Kelley）〉、藍德）※2014年Star Channel（日语：スター・チャンネル）首播版。
- 窈窕男女（英语：The Road to Wellville (film)）（斯皮茨沃格爾博士〈諾伯·威瑟（英语：Norbert Weisser）〉）※VHS版。
- 絕地任務（彼得森將軍 等）※朝日電視台版。
- 菜鳥霹靂膽（英语：The Rookie (1990 film)）（歐仁·阿克曼〈湯姆·史基瑞（英语：Tom Skerritt）〉、布萊克威爾〈山德·貝克利〉）※TBS版。
- 神鬼至尊（雷夫·瑙姆莫維奇·博特金博士〈亨利·古德曼（英语：Henry Goodman）〉）※影碟版。
- 聖誕快樂再瘋狂（英语：The Santa Clause 2）（丘比特〈凱文·波拉克〉）
- 聖誕快樂又瘋狂3（英语：The Santa Clause 3: The Escape Clause）
- 成功的祕密（戴維斯〈克里斯托弗·杜蘭（英语：Christopher Durang）〉）※TBS版。
- 謎一樣的雙眼（巴勃羅·桑多瓦爾〈吉勒摩・法蘭賽拉（英语：Guillermo Francella）〉）
- 特勤組（英语：The Sentinel (2006 film)）（約翰·巴倫丁〈大衛・瑞奇（英语：David Rasche）〉）
- 緊急動員（英语：The Siege (1998 film)）（法蘭克·哈達〈托尼·夏爾赫布〉）
- 沉默的羔羊 ※朝日電視台版。
- 魔鬼先鋒（英语：The Substitute）（達雷爾·愛德華〈葛連·普魯曼（英语：Glenn Plummer）〉）※富士電視台版。
- 偷天遊戲（弗里德里希·戈爾強〈查爾斯·基廷（英语：Charles Keating）〉）※富士電視台版。
- 領帶之謎（英语：The Tie That Binds (1995 film)）（菲爾·豪克斯〈卡蒙·亞金札諾（英语：Carmen Argenziano）〉）
- 時空急轉彎2（英语：The Visitors II: The Corridors of Time）（雅克耶〈克利斯汀·克拉維耶（英语：Christian Clavier）〉）
- 沉默的烏鴉（英语：The White Raven (1998 film)）（湯姆·希斯〈羅伊·謝德〉）
- 黑獅震雄風（英语：The Wind and the Lion）（山繆·古莫〈傑弗瑞·路易士（英语：Geoffrey Lewis (actor)）〉）※影碟版。
- 威洛比山莊的狼（英语：The Wolves of Willoughby Chase (film)）（詹姆士〈理查·歐布萊恩（英语：Richard O'Brien）〉）
- 紅衣女郎（英语：The Woman in Red (1984 film)） ※朝日電視台版。
- 黑金企業（H·M·提爾福德〈大衛·華沙斯基（英语：David Warshofsky）〉）
- 雷鳥神機隊 (1966年電影)（布魯德·紐曼）※雷射影碟版。
  - 雷鳥神機隊 (2004年電影)（阿洛伊修斯·帕克（英语：Aloysius Parker）〈羅恩·庫克（英语：Ron Cook）〉）※雷射影碟版。
- 時光大盜（廣播）
- 鐵達尼號 ※富士電視台、日本電視台、富士電視台2004年再放送版。
- 洛城生死鬥（英语：To Live and Die in L.A. (film)） ※TBS版。
- 崔蒂的真實告白（英语：Tru Confessions）（鮑勃）
- 絕命大煞星（大唐〈山繆·L·傑克森〉）※東京電視台版。
- 危機任務（薩繆爾·鮑文機長〈本·克羅斯〉）※東京電視台版。
- 兩毛五（英语：Two Bits）（布魯納醫師〈安迪·羅曼諾（英语：Andy Romano）〉）※影碟版。
- 兩隻老虎 ※影碟版。
- 魔鬼戰將（亞洲籍的指令隊員）※朝日電視台版。
- 第三入侵者（英语：Unlawful Entry (film)） ※朝日電視台版。
- 因為你愛過我（英语：Up Close and Personal (film)）（約翰·梅里諾〈詹姆斯·瑞布霍恩〉）
- 針孔旅社（曼森〈法蘭克·惠利（英语：Frank Whaley）〉）
  - 針孔旅社2（葛頓〈大衛·莫斯科〉）
- 終極天險（艾德·維斯特斯（英语：Ed Viesturs）[注 6]）※朝日電視台版。
- 鐵膽雄心（湯姆）※TBS版。
- 苦海餘生（英语：Voyage of the Damned）（約瑟夫·馬納斯〈喬納森·普賴斯〉）※朝日電視台版。
- 夢醒人生（英语：Waking Life）（哲學系教授〈羅伯特·C·索羅門（英语：Robert C. Solomon）〉）
- 快餐車（Mondale的部下2）※富士電視台版。
- 怒海驕陽（英语：White Squall (film)）（麥克雷〈約翰·沙維奇（英语：John Savage (actor)）〉）
- 野蘭花（英语：Wild Orchid (film)）（羅伯特）
- 小野貓吃大老虎（英语：Wildcats (film)）
- 狼人生死戀（羅伊·麥卡利斯特〈大衛·海德·皮爾斯〉）※朝日電視台版。
- 執法捍將（英语：Wyatt Earp (film)）（艾德·馬斯特森〈比爾·普爾曼〉）※影碟版。
- 黑洞攔截（英语：Xtro II: The Second Encounter）（鐵馬·霍斯中校〈理查德·查韋斯（英语：Richard Chavez）〉）
- 名模大間諜（大衛·鲍伊[注 6]）

#### 電視影集
- 24（卡爾·韋伯〈薩克·格雷尼爾（英语：Zach Grenier）〉）
- 天才學園（肯尼〈吳漢章〉）
- 阿嘉莎·克莉絲蒂：神探夫妻（英语：Partners in Crime (UK TV series)）（詹姆斯·皮爾〈安德魯·哈威爾（英语：Andrew Havill）〉）
- 大偵探波洛（警官、傑瑞米·克勞德）※NHK版。
- 驚異傳奇（英语：Amazing Stories (1985 TV series)）（崔西·華特（英语：Tracey Walter）、布魯斯·戴維森）
- 俠膽雄獅（Curtis Jackson〈Glenn Plummer〉）
- 諜海黑名單 (2013年電視影集)（第2季：Jeff Pearl〈彼得·方達〉）
- 藍色霹靂號 (1984年電視影集)（Bill Spradley〈Kurtwood Smith〉
- 識骨尋踪 (第2季)（Matthew Donlan神父）
- 火線重案組警告 (第5季)（伊恩）
- 靈書妙探（第4季：Ari Weiss博士〈威廉·阿瑟頓〉、第6季：Gustavo Bauer博士〈John Getz〉）
- 加州靡情（Charlie〈Evan Handler 飾演〉）
- 終極證人（Hardy巡査部長〈Will Patton〉）※影碟版。
- 鐵證懸案 (第6季)（紀普）
- 神探可倫坡（埃米特·克萊頓〈勞倫斯·哈維（英语：Laurence Harvey）〉[注 13]、索伍德〈喬治·巴克〉、檢察官〈道格·西曼〉、羅傑斯·甘布爾〈史賓賽·嘉瑞特（英语：Spencer Garrett）〉）[注 14]
- 警察故事 (1986年電視影集)（泰德·凱歐）
- CSI犯罪現場（CulpepperFBI搜查官〈格雷格·亨利（英语：Gregg Henry）〉）
- CSI犯罪現場：邁阿密 (第2季)（蓋瑞〈丹尼爾·麥當勞（英语：Daniel McDonald (actor)）〉）
- CSI犯罪現場：紐約 (第7季)（基思·德揚）
- 大長今（燕山君〈鄭基成〉）
- 法網裂痕（雷伊·菲斯克〈柴爾柯·伊凡奈克（英语：Željko Ivanek）〉）
- 慾望師奶（維克多·蘭〈約翰·斯拉特里〉）
- 急診室的春天（第2季：史基納、第3季：德拉蒙德&伊凡斯、第4季：里歐&丹尼爾、第5季：李、第6季：拉姆塞、第7季：弗林特、第8季：菲爾、第9季：坎波）
- 私刑教育 (1984年電視影集)（Robert Joy〈Jacob Stock〉）
- 雪山鎮（Dr.Harold Abbott〈Tom Amandes〉）
- 冰血暴 (第3季)（V.M. Vargas〈大衛·休里斯〉）
- 戰地神探（Harold Smith）
- 六人行（Frank Buffay Sr.〈Bob Balaban〉）
- 歡樂一家親（Gil Chesterton〈Edward Hibbert〉）
- 法網恢恢 (2001年電視影集)（McLaren〈Bob Morrisey〉）
- 哈莉與法律（丹尼爾法官、第2季：法官）
- 情理法的春天（英语：Homicide: Life on the Street）（約翰·蒙克刑警〈理查德·貝爾澤（英语：Richard Belzer）〉）
- 愛卡莉（卡莉·夏伊的爺爺）
- 執法悍將（勞倫斯·卡爾伯森國防政務官〈格雷戈里·伊金（英语：Gregory Itzin）〉、第8季：唐納德·“鴨子”·莫拉德〈大衛·麥卡林（英语：David McCallum）〉）
- 珍·瑪波 (2004年電視影集)（第2季：甘迺迪、第3季：穆提）
- 朱蒙（旁白）
- 李祘（奇天益）
- 射鵰英雄傳（黃藥師、成吉思汗〈巴森 飾演〉、梁子翁、陳玄風）
- 卡特探員 (第2季)（托倫斯〈約翰·巴爾瑪〉）
- 心計 (第7季)（艾倫·索頓斯托爾教授）
- 神探阿蒙（傑西·古德曼副社長、第6季：角色不明）
- 神探默多克（英语：Murdoch Mysteries）（Frederick Waters、Martin Hammerton）
- 外星界限 (1995年新版電視影集)（英语：The Outer Limits (1995 TV series)）（Philip醫師〈Paul McCrane〉）
- 納什大橋（英语：Nash Bridges）（Vince Diamond〈Martin Ferrero〉、Radler博士、受理人員、Jelly、Philip、Paul、艾迪〈丹·卡斯泰拉内塔〉）
- 重返犯罪現場 (第6季)（Chuck Winslow〈Richard Lineback〉）
- 夜夜迷離（英语：Night Visions (TV series)）（Ben Darnell少校〈比爾·普爾曼〉）
- 點到即止（旁白）
- 妙女神探 (第2季)（Dr.T.Pike〈小埃德·貝格里〉）
- 羅馬的榮耀（西塞羅〈David Bamber〉）
- 慾海醫心 (第4季)（Hostetler）
- 深海巡弋（英语：seaQuest DSV）（美國總統）
- 銀河前哨（朗姆（英语：Rom (Star Trek)））
- 銀河飛龍（Bornos〈Mark Lawrence〉、Terramac）
- 星際之門：SG-1（阿波菲斯）
- 六呎風雲（喬治）
- 絕地反擊（英语：Strike Back (TV series)）
- 三國（劉表）
- 男人兩個半（赫布·梅尼克）
- 超人力霸王帕瓦德（達達）
- 臥底大老闆 (第3季)（里克）
- 電腦快車（傑克·瑟伯〈比爾·梅西（英语：Bill Macy）〉）
- 世界大戰（英语：War of the Worlds (TV series)）（鐵馬）
- X檔案（傑西·哈羅德〈提摩西·韋伯（英语：Timothy Webber）〉）※影碟版。

#### 動畫
- 101忠狗 (1997年電視動畫)（Jasper、Pete、可麗犬、Ahab船長 等）
- 阿拉丁（男子）
- 動物遠征隊（英语：The Animals of Farthing Wood (TV series)）
- 蝙蝠俠（Duvall 等）
- 賽車總動員3：極速挑戰（River Scott〈Isiah Whitlock Jr.〉）
- 恰恰特快車（英语：Chuggington）（Simkins）
- 大英雄（Beach Head、Tomax）
- 樂一通（旁白）
- 飛天小女警（任性的Willy）
- 飆風雷哥（Señor Flan〈George DelHoyo〉）
- 坐坐鴨（英语：Sitting Ducks (TV series)）（Ed）
- 傻大貓與崔弟的懸疑劇場（英语：The Sylvester & Tweety Mysteries）（Hubie、Stanley）
- 泰山（公象群）
- Toonsylvania（英语：Toonsylvania）（維克·弗蘭肯斯坦博士〈大衛·華納〉）
- 神偷卡門（頭取）

### 特攝影集
1988年
- 電腦警察Cybercop（緊急警報廣播的聲音）

1996年
- 超光戰士山齊里奧（的聲音）

### 廣播劇CD
- 英雄傳說IV 朱紅的淚（賢者）
- Executive Boy ～禁果～（篠宮光司）
- 機動戰士鋼彈0083：Stardust Memory 倫卡洋面砲擊戰（亞克朗姆·霍瑞達）
- 快打旋風ZERO2外傳 最危險的女高中生·櫻（教務主任）
- 快打旋風ZERO3 廣播劇專輯（柴崎執事）
- 創龍傳（首相）
- 天使禁獵區（吉良的父親）
- 超時空保姆（水木浩三郎）

### 旁白
東京電視台
- （東京電視台）

日本電視台
- news every.特集
- 紅葉的京都漫步之旅！
- 交通警察 真夏大搜査線（日语：交通警察 真夏の大捜査線）
- 日視PUSH

NHK
- NHK教育
  - NHK高校講座（日语：NHK高校講座） 通訊英語I「Let's Communicate！」
  - 心跳趣味！
  - 地球戲劇性（日语：地球ドラマチック）
    - 「E.T.居住的星球」（2004年）
    - 「巨石陣復元！神秘巨石群」（2005年）
    - 「驚人！古代技術 2000年前的力量」（2005年）
    - 「失落的古代都市」（2006年）
    - 「恐龍就在你的身旁…」（2007年）
    - 「50年後的未來」（2007年）
    - 「神秘的納斯卡文明  ～地面圖形畫像中的是誰？」（2010年）
    - 「蘇格蘭“巨石神殿”之謎」（2014年）
    - 「新說！巨石陣之謎」（2014年）
    - 「意外與你所不知的鴿子的故事」（2015年）

  - 摩根費里曼之穿越蟲洞
  - 歡迎來到吸血園區！「喜劇王對決 查普林VS基頓」（2017年）

- NHK-BS1
  - BS的世界紀錄片（日语：BS世界のドキュメンタリー）
  - Enjoy Live

- NHK-BS2
  - Classic Royal Sheet（日语：クラシック・ロイヤルシート）

WOWOW
- 傑米的食育白書 -革命前夜-
- 冰雪奇緣的全部 ～嶄新冒險～

TBS
歷史頻道
- 『驚異的現代』系列
- 諾斯特拉達姆士 Effect ～預言與默示錄～

### 廣告
- 東京燃氣「ENE FARM（日语：エネファーム）」廣告（電氣鰻魚狗的聲音、節電氣鰻魚狗的聲音）

### 其它
- 1970年代開始日本青年團協議會（日语：日本青年団協議会會）等主辦的全國青年大會（日语：全国青年大会）開幕儀式主持人。
- 玩具總動員 20週年特輯：去吧！前往寬廣無限的地方（約翰·拉塞特）

## 腳註

## 外部連結
- MOUVEMENT公式官網的聲優簡介 （页面存档备份，存于） （日語）
- （日語）－田原阿爾諾的官方個人部落格。
- （日語）－（舊）田原阿爾諾的官方個人部落格。
- 阿爾諾之會 （页面存档备份，存于）事務所的官方網站 （日語）